# Tractat de Tudela
El Tractat de Tudela fou signat l'any 1231 entre Jaume I de la Corona d'Aragó i Sanç VII de Navarra.
S'hi establí que el primer que es morís cediria en herència el regne a l'altre.
De fet, però, Sanç VII morí sense tindre descendència i el Regne de Navarra passà al seu cunyat Teobald.